# Aenigmatogrammitis
Aenigmatogrammitis, novi rod pravih paprati (papratnice) iz potporodice Grammitidoideae,. dio porodice Polypodiaceae, red Polypodiales. Kew ovaj rod tretira kao sinonim za Grammitis.
Postoje dvije vrste, jedna sa Moluka, i druga iz Australije. Rod je opisan u Taxon 72: 985 (2023). 

## Vrste
1. Aenigmatogrammitis kairatuensis (M.Kato & Parris) Parris; otok Seram
2. Aenigmatogrammitis stenophylla (Parris) Parris, Queensland; Novi Južni Wales

## Sinonimi
Nema.